# Wuhan Changjiang Zuqiu Julebu
Il Wuhan Changjiang Zuqiu Julebu (武汉长江足球俱乐部S, Wǔhàn Chángjiāng Zúqiú JùlèbùP), meglio noto come Wuhan Yangtze River e precedentemente conosciuto come Wuhan Football Club o Wuhan Zall Professional Football Club, era una società calcistica cinese con sede nella città di Wuhan. Militava nella Chinese Super League, massimo livello del campionato cinese.
La squadra fu fondata nel 2009 dalle ceneri del Wuhan Optics Valley.

## Denominazione
- Dal 2009 al 2010: Hubei Luyin Zuqiu Julebu (湖北绿茵足球俱乐部S; Hubei Greenery Football Club)
- Nel 2011: Hubei Wuhan Zhongbo Zhiye Zuqiu Julebu (湖北武汉中博职业足球俱乐部S; Hubei Wuhan Zhongbo Professional Football Club)
- Dal 2012 al 2020: Wuhan Zhuoer Zhiye Zuqiu Julebu (武汉卓尔职业足球俱乐部S; Wuhan Zall Professional Football Club)
- Nel 2021: Wuhan Zuqiu Julebu (武汉足球俱乐部S; Wuhan Football Club)
- Nel 2022: Wuhan Changjiang Zuqiu Julebu (武汉长江足球俱乐部S; Wuhan Yangtze River Football Club)

## Storia
La società iniziò la sua storia nel febbraio 2009: il Wuhan Optics Valley, infatti, fu sciolto a causa di una disputa con la Federazione cinese, che punì la squadra per una rissa scoppiata nella sfida contro il Beijing Guoan il 27 settembre 2008, con un provvedimento giudicato troppo severo dal Wuhan Optics Valley. La dissoluzione del club causò la mancata rappresentazione di una squadra proveniente dalla provincia di Hubei nel campionato cinese: per questo, la stessa provincia contribuì alla creazione di una nuova formazione della zona, che il 26 febbraio 2009 vide la sua nascita con lo Hubei Greenery, che avrebbe cominciato la sua storia con la partecipazione al livello più basso del campionato nazionale.
La squadra risalì la china anno dopo anno, cambiando diversi nomi: nel 2010, infatti, fu nota come Hubei Oriental International Travel, mentre nel 2011 diventò Hubei Wuhan Zhongbo. Il 14 dicembre 2011, con il club nella League One, una holding locale acquisì la società e adottò l'attuale denominazione, Wuhan Zall Professional Football Club, e scelse come colori sociali l'arancione e il nero. Nel 2012, il Wuhan Zall si guadagnò la promozione nella Super League, massimo livello del campionato cinese. Dopo alcuni anni nella League One, nel 2016 la squadra ingaggia l'allenatore Ciro Ferrara. Subentrato nella stagione 2016-2017, l'italiano raggiunge un buon 6º posto, ma viene esonerato nel marzo 2018. Nel 2018 la squadra torna in massima serie vincendo il campionato di League One.

## Allenatori
- Li Jun (2009-10)
- Li Xiao (2011)
- Jose Carlos de Oliveira (2011-12)
- Zheng Xiong (24 aprile 2012 - 21 aprile 2013)
- Ljubiša Tumbaković (22 aprile 2013 - 18 agosto 2013)
- Wang Jun (19 agosto 2013 - 10 dicembre 2013)
- Dražen Besek (11 dicembre 2013 - settembre 2014)

- Zheng Bin (settembre 2014 - luglio 2015)
- Zheng Xiong (luglio 2015 - giugno 2016)
- Ciro Ferrara (luglio 2016 - 20 marzo 2017)
- Tang Yaodong (30 marzo 2017 - 9 luglio 2017)
- Chen Yang (9 luglio 2017 - 10 novembre 2017)
- Li Tie (16 novembre 2017 - 1º gennaio 2020)
- José Manuel González López (4 gennaio 2020 - )

## Palmarès

### Competizioni nazionali
- China League One: 1

2018

### Altri piazzamenti
- Coppa della Cina:

Semifinalista: 2020
- China League One:

Secondo posto: 2012
Terzo posto: 2014
- China League Two:

Secondo posto: 2009

## Organico

### Rosa 2022
Aggiornata al 9 marzo 2022.
| N. |                    | Ruolo | Calciatore    |
| -- | ------------------ | ----- | ------------- |
| 1  | Cina (bandiera)    | P     | Wang Zhifeng  |
| 2  | Cina (bandiera)    | D     | Li Peng       |
| 3  | Cina (bandiera)    | D     | Han Xuan      |
| 5  | Cina (bandiera)    | D     | Tian Yinong   |
| 6  | Cina (bandiera)    | D     | Li Chao       |
| 7  | Cina (bandiera)    | D     | Luo Yi        |
| 9  | Brasile (bandiera) | A     | Rafael Silva  |
| 11 | Cina (bandiera)    | C     | Huang Zichang |
| 12 | Cina (bandiera)    | D     | Liu Shangkun  |
| 13 | Cina (bandiera)    | A     | Dong Xuesheng |
| 14 | Cina (bandiera)    | D     | Zhang Yulong  |
| 15 | Cina (bandiera)    | D     | Ming Tian     |
| 16 | Cina (bandiera)    | P     | Dong Chunyu   |
| 18 | Cina (bandiera)    | C     | Nie Aoshuang  |
| 19 | Cina (bandiera)    | A     | Hu Jinghang   |

| N. |                      | Ruolo | Calciatore   |
| -- | -------------------- | ----- | ------------ |
| 20 | Cina (bandiera)      | C     | Li Hang      |
| 22 | Cina (bandiera)      | D     | Liao Junjian |
| 23 | Cina (bandiera)      | P     | Gao Xiang    |
| 26 | Cina (bandiera)      | C     | Liu Yun      |
| 27 | Cina (bandiera)      | D     | Yang Boyu    |
| 28 | Cina (bandiera)      | C     | Hao Junmin   |
| 29 | Cina (bandiera)      | D     | Li Xingqi    |
| 32 | Cina (bandiera)      | C     | Chen Yuhao   |
| 33 | Cina (bandiera)      | C     | Ye Chongqiu  |
| 36 | Cina (bandiera)      | C     | Song Defu    |
| 37 | Cina (bandiera)      | A     | Liu Junxian  |
|    | Martinica (bandiera) | A     | Yoann Arquin |
|    | Cina (bandiera)      | C     | Xia Ao       |
|    | Cina (bandiera)      | D     | Han Pengfei  |
|    | Cina (bandiera)      | D     | Zhao Honglüe |

### Rosa 2021
Aggiornata al 23 agosto 2021.
| N. |                    | Ruolo | Calciatore                                    |
| -- | ------------------ | ----- | --------------------------------------------- |
| 1  | Cina (bandiera)    | P     | Wang Zhifeng                                  |
| 3  | Cina (bandiera)    | D     | Zhao Honglüe                                  |
| 5  | Cina (bandiera)    | D     | Tian Yinong                                   |
| 6  | Cina (bandiera)    | D     | Li Chao                                       |
| 7  | Cina (bandiera)    | C     | Luo Yi                                        |
| 8  | Cina (bandiera)    | C     | Yao Hanlin                                    |
| 9  | Brasile (bandiera) | A     | Rafael Silva                                  |
| 11 | Cina (bandiera)    | C     | Huang Zichang                                 |
| 12 | Cina (bandiera)    | D     | Liu Shangkun                                  |
| 13 | Cina (bandiera)    | A     | Dong Xuesheng                                 |
| 14 | Cina (bandiera)    | D     | Zhang Yulong                                  |
| 15 | Cina (bandiera)    | D     | Ming Tian                                     |
| 16 | Cina (bandiera)    | P     | Dong Hengyi                                   |
| 18 | Cina (bandiera)    | D     | Fang Hao (in prestito dallo Shandong Taishan) |
| 19 | Cina (bandiera)    | A     | Xamixidin Keweser (in prestito dal Gondomar)  |

| N. |                      | Ruolo | Calciatore                                     |
| -- | -------------------- | ----- | ---------------------------------------------- |
| 20 | Cina (bandiera)      | C     | Li Hang                                        |
| 21 | Cina (bandiera)      | D     | Li Yang (in prestito dal Gondomar)             |
| 22 | Cina (bandiera)      | D     | Liao Junjian                                   |
| 23 | Cina (bandiera)      | P     | Gao Xiang                                      |
| 26 | Cina (bandiera)      | C     | Liu Yun                                        |
| 27 | Cina (bandiera)      | D     | Yang Boyu                                      |
| 29 | Cina (bandiera)      | D     | Li Xingqi                                      |
| 32 | Cina (bandiera)      | C     | Chen Yuhao                                     |
| 33 | Cina (bandiera)      | C     | Ye Chongqiu                                    |
| 35 | Cina (bandiera)      | P     | Guo Jiawei (in prestito dall'Hubei Istar)      |
| 36 | Cina (bandiera)      | C     | Song Defu                                      |
| 37 | Cina (bandiera)      | A     | Liu Junxian                                    |
| 44 | Brasile (bandiera)   | A     | Anderson Lopes                                 |
| 45 | Cina (bandiera)      | D     | Lin Guoyu (in prestito dallo Shandong Taishan) |
|    | Martinica (bandiera) | A     | Yoann Arquin                                   |